# Dominique Dufoix
Pour les articles homonymes, voir Dufoix.
Dominique Dufoix, né le 6 mars 1950 à Pontgouin et mort le 9 décembre 2017 à Mittainvilliers-Vérigny (Eure-et-Loir), est un footballeur français des années 1970.

## Biographie

### Enfance et formation
En 1968, Dominique Dufoix arrive au VS Chartres en Division d'honneur de la Ligue du Centre. En avril 1969, il effectue un essai dans le club professionnel de Valenciennes. Il s'entraine avec l'équipe amateur puis on lui demande de revenir pour s'entrainer avec les professionnels. Mais pour la saison 1969-1970, Dufoix évolue toujours au VSC.
À l'intersaison 1970, son transfert à l'Amicale de Lucé envenime les relations entre les deux clubs.

### Jusqu'en D2 avec l'Amicale de Lucé
Dominique Dufoix prend part à la meilleure période de l'Amicale de Lucé football. Il remporte ainsi le groupe Centre de la Division 3 au terme de la saison 1975-1976. Cela permet au club d'accéder en Division 2 dont elle termine quatrième dès la première année. Lors de l'exercice 1977-1978, Lucé et Dufoix réalisent leur meilleur parcours en Coupe de France, se hissant jusqu'en seizième de finale. À la suite des deux rencontres entre Lucé et le FC Nantes, le moustachu vert reçoit les compliments de Maxime Bossis.
Dans ses dernières heures de footballeur, on le voit du côté de Courville-sur-Eure, près de sa ville natale.

## Palmarès
- Division 3
  - Champion du groupe Centre en 1976

## Statistiques
Avec l'Amicale de Lucé, Dominique Dufoix dispute 118 matchs de deuxième division durant lesquels il inscrit 18 buts.
| Saison                | Club                  | Championnat           | Championnat | Championnat | Coupe(s) nationale(s) | Coupe(s) nationale(s) | Total | Total |
| Saison                | Club                  | Division              | M.          | B.          | M.                    | B.                    | M.    | B.    |
| 1968-1969             | VS Chartres           | DH Centre             | -           | -           | -                     | -                     | 0     | 0     |
| 1969-1970             | VS Chartres           | DH Centre             | -           | -           | -                     | -                     | 0     | 0     |
| Sous-total            | Sous-total            | Sous-total            | 166         | 28          | 2                     | 1                     | 168   | 29    |
| 1970-1971             | Amicale de Lucé       | D3                    | 22          | 5           | -                     | -                     | 22    | 5     |
| 1971-1972             | Amicale de Lucé       | D3                    | 25          | 3           | -                     | -                     | 25    | 3     |
| 1972-1973             | Amicale de Lucé       | D3                    | -           | -           | -                     | -                     | 0     | 0     |
| 1973-1974             | Amicale de Lucé       | D3                    | -           | -           | 1                     | 0                     | 1     | 0     |
| 1974-1975             | Amicale de Lucé       | D3                    | -           | -           | -                     | -                     | 0     | 0     |
| 1975-1976             | Amicale de Lucé       | D3                    | -           | -           | -                     | -                     | 0     | 0     |
| 1976-1977             | Amicale de Lucé       | D2                    | 34          | 5           | -                     | -                     | 34    | 5     |
| 1977-1978             | Amicale de Lucé       | D2                    | 32          | 7           | 1                     | 1                     | 33    | 8     |
| 1978-1979             | Amicale de Lucé       | D2                    | 29          | 6           | -                     | -                     | 29    | 6     |
| 1979-1980             | Amicale de Lucé       | D2                    | 24          | 0           | -                     | -                     | 24    | 0     |
| 1980-1981             | Amicale de Lucé       | D3                    | 28          | 2           | -                     | -                     | 28    | 2     |
| Sous-total            | Sous-total            | Sous-total            | 166         | 28          | 2                     | 1                     | 168   | 29    |
| Total sur la carrière | Total sur la carrière | Total sur la carrière | 166         | 28          | 2                     | 1                     | 168   | 29    |